# Ahlbusch

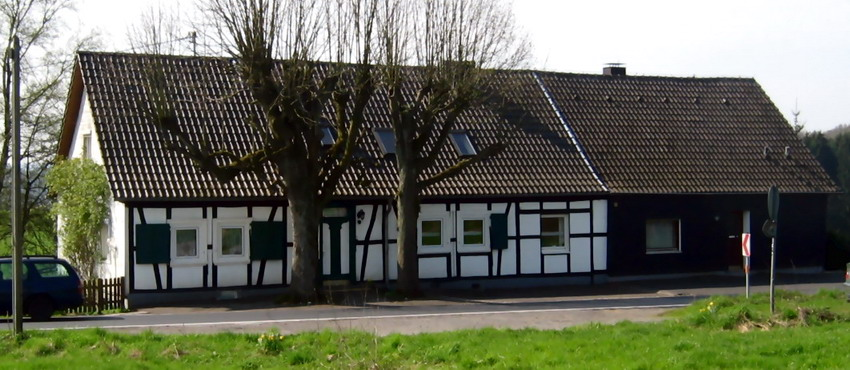
Gesamtansicht von Ahlbusch.

Ahlbusch ist ein Ortsteil von Nümbrecht im Oberbergischen Kreis im südlichen Nordrhein-Westfalen innerhalb des Regierungsbezirks Köln.

## Lage und Beschreibung
Der Ort liegt zwischen den Nümbrechter Ortsteilen Ödinghausen im Norden und Hömel im Süden, an der Landstraße 38. Der Ort liegt in Luftlinie rund 1,7 km südöstlich vom Ortszentrum von Nümbrecht entfernt.

## Freizeit

### Radwege
Die Familienroute, eine kleine Rundtour von 13 km, bei der nur ein kleiner Höhenunterschied zu bewältigen ist, durchquert Ahlbusch.
Ausgangspunkt Nümbrecht
| Routen-Name   | Wegzeichen | Fahrstrecke | Weglänge |
| Familienroute |            | Nümbrecht – Kurpark Nümbrecht – Ententeich – Aussichtsturm – Bruch – Grötzenberg – Wirtenbach – Ahlbusch – Ödinghausen – vorbei an dem Sportpark und Golfplatz Nümbrecht – Nümbrecht Kurpark | 13 km    |

## Bus und Bahnverbindungen

### Linienbus
Haltestelle: Ahlbusch
- 302 Gummersbach Bf – Waldbröl Busbf – nur an Schultagen – (OVAG, Werktagsverkehr, samstags Taxibusverkehr)
- 346 Nümbrecht, Harscheid – nur an Schultagen